# Van Veeteren – Borkmanns punkt
Borkmanns punkt är en svensk-tysk-dansk-norsk-finsk thriller från 2005 i regi av Erik Leijonborg med Sven Wollter, Eva Rexed, Thomas Hanzon och Lars-Erik Berenett i huvudrollerna. Filmen hade svensk DVD-premiär den 14 december 2005.

## Handling
Då ett brutalt mord inträffar i den lilla europeiska kuststaden Kaalbringen och kort efter ett lika brutalt mord i Maardam, hamnar de två små städerna i skräck. Ingen vet vem mördaren är, ingen vet när han ska slå till nästa gång, ingen vet om det bara är tillfälligheter eller om det är väl planerade mord. Nu är det Van Veeteren och hans kollegors uppgift att försöka lösa morden och hitta mördaren innan han slår till igen.

## Om filmen
Filmen ingår i filmserien om Håkan Nessers kommissarie Van Veeteren med Sven Wollter i huvudrollen.

## Skådespelare (i urval)
- Sven Wollter - Van Veeteren
- Eva Rexed - Eva Moreno
- Thomas Hanzon - Münster
- Philip Zandén - Reinhart
- Josef Säterhagen - Erich Van Veeteren
- Lars-Erik Berenett - Bausen
- Ulf Friberg - De Klerkk
- Douglas Johansson - Maurice Rühme
- Birgit Carlstén - Lippman
- Fredrik Hammar - Carl Greeshen
- Lena Carlsson - Monica Greeshen
- Chatarina Larsson - Ulrike Fremdli
- Göran Graffman - Rühmes Pappa
- Evert Lindkvist - Wollmar
- Calle Carlswärd - Jan Kremper
- Katarina Ljung - Christine Reisin
- Thomas Oredsson - Rooth
- Agneta Ahlin - Femtioårig kvinna
- Jonas Uddenmyr - Krantze